# Panizou
Panizou (biał. Панізоў; ros. Понизов) – wieś na Białorusi, w obwodzie mohylewskim, w rejonie mohylewskim, w sielsowiecie Wiendaraż.
Znajduje się tu przystanek kolejowy Panizou, położony na linii Osipowicze – Mohylew.